# Juan Fernando Cordero Arias

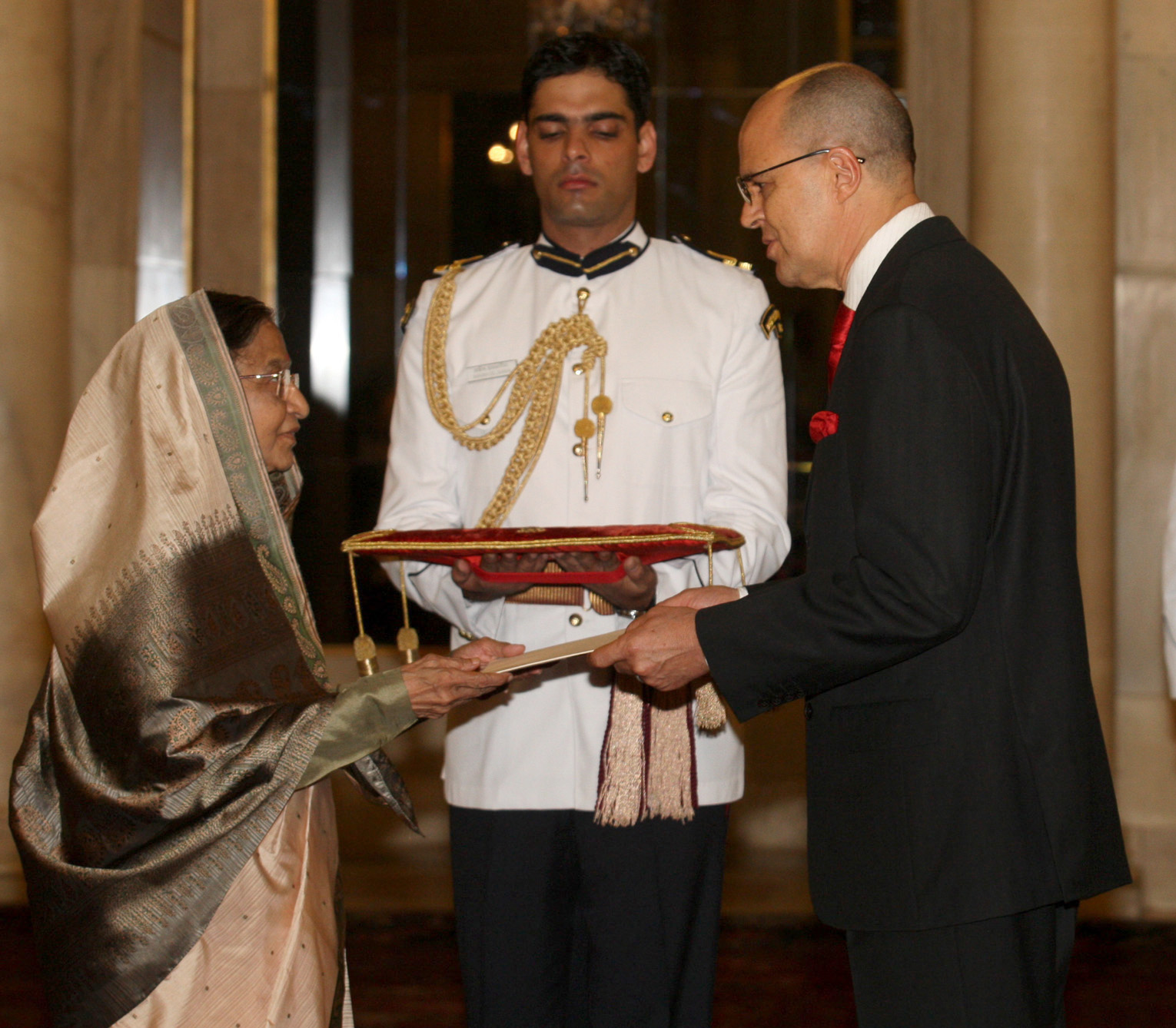
Juan Fernando Cordero Arias überreicht 2011 Pratibha Patil sein Beglaubigungsschreiben

Juan Fernando Cordero Arias (* 14. Dezember 1947) ist ein costa-ricanischer Diplomat und Journalist. Er war Botschafter seines Landes in Singapur und Indien.

## Leben
Cordero begann 1965 ein Studium der öffentlichen Verwaltung an der Universidad de Costa Rica, das er 1972 abschloss. Währenddessen arbeitete er auch bei der Zentralbank von Costa Rica. Von 1970 bis 1982 war er beim nationalen Institut für Wasser- und Abwasserentsorgung tätig (mit Unterbrechung 1975/76 beim Technologischen Institut von Costa Rica). 1981/82 erlangte er einen Abschluss in Journalismus an der Privatuniversität Universidad Autónoma de Centro América in San José. Danach setzte er seine Studien an der nationalen Fernuniversität fort. Von 1984 bis 1986 arbeitete er als Journalist für die Tageszeitung La Nación.
Seinen ersten diplomatischen Einsatz hatte Cordero von 1986 bis 1989 als Presseattaché und Generalkonsul an der costa-ricanischen Botschaft im Vereinigten Königreich. Danach arbeitete er wieder für La Nación, wo er die Positionen Managing Editor und Senior Editor innehatte. Am 2. Mai 2007 wurde er zum designierten costa-ricanischen Botschafter in Singapur ernannt und am 18. Oktober 2007 überreichte er sein Beglaubigungsschreiben an Sellapan Ramanathan. Er war der erste costa-ricanische Botschafter in Singapur und bis 2011 in diesem Amt. Im Juni 2011 wurde er, ebenfalls als erster Amtsinhaber, zum costa-ricanischen Botschafter in Indien ernannt. Am 12. August 2011 präsentierte er sein Beglaubigungsschreiben der damaligen indischen Präsidentin Pratibha Patil.
Cordero ist verheiratet und hat Kinder.